# Wychowalność
Wychowalność – podatność na wpływy i oddziaływania wychowawcze, szczególnie duża w początkowych fazach rozwoju człowieka, następnie stopniowo malejąca.

## Stopień wychowalności
Stopień wychowalności jest różny u różnych osób, można go zwiększać przez stwarzanie warunków i stosowanie oddziaływań rozwijających samodzielność, inicjatywę i postawy innowacyjne.

## Cecha wychowalności
Wychowalność jest cechą warunkującą pełnowartościowy udział w procesach kształcenia ustawicznego.